# Гаврилович, Андрей
Андрей Гаврилович (Диденко) (укр. Андрій Гаврилович (Діденко)) — гетман нереестровых казаков Украины в 1632 году. Соратник Тараса Федоровича (Трясило).

## Биография
Данных о датах рождения и смерти Гавриловича не сохранилось.
В конце 1631 года казаки на своём совете выбрали двух гетманов: Ивана Петражицкого-Кулагу — для реестровых казаков и Андрея Гавриловича — для нереестровых казаков.
В 1632 году гетман Петражицкий-Кулага послал своих представителей в Варшаву на сейм, чтобы после смерти Сигизмунда ІІІ принять участие в избрании нового короля; однако его делегаты не были допущены к выборам.
Возмущенный этим, Гаврилович во главе 16-тысячного войска казаков с отрядами Петражицкого-Кулаги — осуществил рейд на Волынь, где громил лагеря польских шляхтичей.
Участник Смоленской войны 1632—1634 годов. Отличился во время сражений.
Дополнительных сведений про Андрея Гавриловича (Диденко) нет.